# Acorrentada
Acorrentada é uma telenovela brasileira produzida e exibida pelo SBT entre 21 de março e 21 de maio de 1983, em 63 capítulos, às 20h45, inaugurando o segundo horário de novelas da emissora e sendo substituída por A Justiça de Deus. Baseada na mexicana Secreto de confesión, de Marissa Garrido, foi escrita por Henrique Lobo e dirigida por Crayton Sarzy.
Conta com Denise Del Vecchio, Hélio Souto, Jonas Mello, Yara Lins, Elias Gleizer, Lourdes Rocha, Wilma de Aguiar e Áurea Campos nos papéis principais.

## Enredo
Laura é uma moça esquizofrênica que, desde a morte dos pais na adolescência, foi mantida num hospital psiquiátrico por seu tio Mesquita por influência da diabólica tia Josefina para que pudesse controlar sua fortuna. Quando ela finalmente consegue sair 10 anos depois, ela precisa lidar com a pressão de Josefina e da empregada Ivone para que ela tenha um surto e volte para a internação, encontrando apenas na governanta Cláudia uma amizade.
Laura se casa com o violento Maurício, sem imaginar que é um homem colocando em seu caminho por Josefina, acabando por voltar para o hospital psiquiátrico, onde se apaixona pelo médico Carlos, alvo de desejo de sua ardilosa amiga de infância Luzia.

## Elenco
| Ator/Atriz         | Personagem          |
| ------------------ | ------------------- |
| Denise Del Vecchio | Laura Mesquita      |
| Hélio Souto        | Dr. Carlos          |
| Jonas Mello        | Maurício Torres     |
| Yara Lins          | Josefina Mesquita   |
| Elias Gleizer      | Dr. Álvaro Mesquita |
| Jairo Arco e Flexa | Douglas             |
| Lourdes Rocha      | Luzia Magalhães     |
| Wilma de Aguiar    | Cláudia             |
| Áurea Campos       | Ivone               |
| Elizabeth Gasper   | Estela Magalhães    |
| Walter Stuart      | Antônio Magalhães   |
| Jairo Arco e Flexa | Douglas             |
| Dante Ruy          | Sérgio              |
| Gilberto Sálvio    | Henrique            |
| Regina Bógus       | Helena              |
| Jane Baruque       | Ciça                |
| Wendel Bezerra     | Leonardo Mesquita   |

## Reprises
Foi reprisada pela primeira vez entre 30 de janeiro a 6 de abril de 1984, ás 14h30, em 50 capítulos substituindo A Leoa e sendo substituída por O Anjo Maldito.
Foi reprisada pela segunda vez entre 13 de maio a 16 de agosto de 1991, às 15h30, em 78 capítulos substituindo Destino.